# Syntormon simplicitarse
Syntormon simplicitarse är en tvåvingeart som beskrevs av Van Duzee 1925. Syntormon simplicitarse ingår i släktet Syntormon och familjen styltflugor.
Artens utbredningsområde är Indiana. Inga underarter finns listade i Catalogue of Life.